# Rosa Reuten
Rosa Reuten (Amsterdam, 1974) is een Nederlands actrice.

## Loopbaan
Reuten studeerde in 2003 af aan de Toneelacademie in Maastricht. Sindsdien heeft ze diverse rollen gespeeld in televisieseries als De Afdeling, TV7, Hartslag, Koppels, Jeuk, Flikken Maastricht, SpangaS, Baantjer, Toren C en Costa!. In december 2008 was ze enkele afleveringen te zien in Goede tijden, slechte tijden als advocate Tessa de Waal. In 2011 was Reuten in meerdere bijrollen te zien in NeonLetters. Ook heeft zij een rol gespeeld in Penoza. In de televisieserie Het geheime dagboek van Hendrik Groen speelde zij directrice Stelwagen. 
Ook heeft zij een rol in de film Flirt (2004), onder regie van Jaap van Eyck, en is zij te zien in de televisiefilm Het zwijgen (2006), onder regie van André van der Hout en Adri Schrover.
Naast haar werk voor televisie en film heeft Reuten bij verschillende theatergezelschappen gespeeld, zoals het Huis van Bourgondië met het stuk Twee Trojaanse en in Sjaak en Sjaak bij Theater Aan Zee. Ook speelde zij onder eindregie van Jeroen Willems in de voorstelling Kantoor. Reuten treedt regelmatig op met haar eigen theatergroep Norfolk.
Reuten vertolkte de rol van Christina in de televisieserie Circus Noël uit 2017 en de gelijknamige film uit 2019. In 2020 was Reuten te zien in de bioscoopfilm Alles is zoals het zou moeten zijn.

## Privé
Reuten is getrouwd met Guy Clemens en heeft twee kinderen. Ze is een dochter van SP-politicus en econoom Geert Reuten (1946–2025) en galeriehoudster Antoinette Reuten-Scholte (1948–2020).
Rosa is een nicht van actrice Thekla Reuten. Haar tante is actrice Simona Reuten.
- Nederlandse Thesaurus van Auteursnamen: 410684236
- Virtual International Authority File: 9888149619397204010005
- WorldCat: E39PBJcc8gBTXTmBvvptpkF3Qq